# Bass Generation
Bass Generation je studijski album pevca Basshunterja.
Album je izšel 25. septembra 2009 pri založbi Hard2Beat.

## Seznam skladb
| Št.             | Naslov                                     | Dolžina |
| --------------- | ------------------------------------------ | ------- |
| 1.              | „Every Morning‟                            | 3:19    |
| 2.              | „I Promised Myself‟                        | 2:38    |
| 3.              | „Why‟                                      | 3:12    |
| 4.              | „I Can't Deny‟ (feat. Lauren)              | 4:00    |
| 5.              | „Don't Walk Away‟                          | 3:02    |
| 6.              | „I Still Love‟                             | 3:33    |
| 7.              | „Day & Night‟                              | 2:55    |
| 8.              | „I Will Learn to Love Again‟ (feat. Stunt) | 3:08    |
| 9.              | „Far from Home‟                            | 4:11    |
| 10.             | „I Know U Know‟                            | 2:46    |
| 11.             | „On Our Side‟                              | 3:55    |
| 12.             | „Can You‟                                  | 2:25    |
| 13.             | „Plane to Spain‟                           | 3:43    |
| 14.             | „Every Morning‟ (Michael Mind Edit)        | 2:59    |
| 15.             | „Numbers‟                                  | 3:20    |
| Skupna dolžina: | Skupna dolžina:                            | 49:06   |

## Dosežki in certifikacije
| Lestvica (2009-2010)                              | Dosežek |
| ------------------------------------------------- | ------- |
| Nova Zelandija (Recorded Music NZ)                | 2       |
| Republika Južna Afrika (SA Top 20)                | 14      |
| Združene države Amerike (Dance/Electronic Albums) | 15      |
| Irska (Irish Albums Chart)                        | 16      |
| Velika Britanija (UK Albums Chart)                | 16      |
| Združene države Amerike (Heatseekers Albums)      | 34      |
| Danska (Album Top-40)                             | 39      |
| Francija (SNEP)                                   | 41      |
| Švica (Alben Top 100)                             | 73      |

| Država                 | Certifikacije | Prodaja |
| ---------------------- | ------------- | ------- |
| Velika Britanija (BPI) | Zlata         | 100.000 |